# Toxorhynchites helenae
Toxorhynchites helenae är en tvåvingeart som beskrevs av Ribeiro 1992. Toxorhynchites helenae ingår i släktet Toxorhynchites och familjen stickmyggor.
Artens utbredningsområde är Angola. Inga underarter finns listade i Catalogue of Life.